# Байт-код Java
Байт-код Java — набор инструкций, исполняемых виртуальной машиной Java. Каждый код операции байт-кода — один байт; используются не все 256 возможных значений кодов операций, 51 из них зарезервирован для использования в будущем.
Для программирования на языке Java или других JVM-совместимых языках знание особенностей байт-кода не обязательно, тем не менее, «понимание байт-кода и понимание механизмов его генерации компилятором Java помогает Java-программисту так же, как и знание языка ассемблера помогает программисту, пишущему на Си или C++».

## Инструкции
Код CA16 зарезервирован для использования отладчиком и не используется языком, как и коды FE16 и FF16, которые зарезервированы для использования виртуальной машиной и отладчиками. Коды в диапазоне CB16—FD16 в текущей версии JVM не используются и зарезервированы для будущих дополнений.
Инструкции можно разделить на несколько групп:
- загрузка и сохранение (например, ALOAD_0, ISTORE),
- арифметические и логические операции (например, IADD, FCMPL),
- преобразование типов (например, I2B, D2I),
- создание и преобразование объекта (например, NEW, PUTFIELD),
- управление стеком (например, DUP, POP),
- операторы перехода (например, GOTO, IFEQ),
- вызовы методов и возврат (например, INVOKESTATIC, IRETURN).

Также есть несколько инструкций, выполняющих специфические задачи, такие как выбрасывание исключений, синхронизация и так далее.
Многие инструкции имеют префиксы или суффиксы, соответствующие их операндам:
| Префикс или суффикс | Тип операнда |
| ------------------- | ------------ |
| I                   | integer      |
| L                   | long         |
| S                   | short        |
| B                   | byte         |
| C                   | character    |
| F                   | float        |
| D                   | double       |
| A                   | reference    |

Например, операция IADD — сложение двух целых чисел, в то время как FADD — сложение чисел с плавающей точкой.

## Пример
Код на языке Java:
```
  
outer
:

  
for
 
(
int
 
i
 
=
 
2
;
 
i
 
<
 
1000
;
 
i
++
)
 
{

      
for
 
(
int
 
j
 
=
 
2
;
 
j
 
<
 
i
;
 
j
++
)
 
{

          
if
 
(
i
 
%
 
j
 
==
 
0
)

              
continue
 
outer
;

      
}

      
System
.
out
.
println
 
(
i
);

  
}

```

компилятор может транслировать в следующий байт-код:
```
   
0:
   
iconst_2

   
1:
   
istore_1

   
2:
   
iload_1

   
3:
   
sipush
  
1000

   
6:
   
if_icmpge
       
44

   
9:
   
iconst_2

   
10:
  
istore_2

   
11:
  
iload_2

   
12:
  
iload_1

   
13:
  
if_icmpge
       
31

   
16:
  
iload_1

   
17:
  
iload_2

   
18:
  
irem

   
19:
  
ifne
    
25

   
22:
  
goto
    
38

   
25:
  
iinc
    
2
,
 
1

   
28:
  
goto
    
11

   
31:
  
getstatic
       
#84
; //Field java/lang/System.out:Ljava/io/PrintStream;

   
34:
  
iload_1

   
35:
  
invokevirtual
   
#85
; //Method java/io/PrintStream.println:(I)V

   
38:
  
iinc
    
1
,
 
1

   
41:
  
goto
    
2

   
44:
  
return

```

## Генерация
В большинстве случаев байт-код Java генерируется для исполнения на виртуальной машине Java из исходного кода на языке Java. Единственный оригинальный компилятор, преобразующий код на языке Java в байт-код Java — это Javac, созданный компанией Sun Microsystems. Но поскольку все спецификации байт-кода Java доступны, существуют и сторонние компиляторы, генерирующие этот байт-код. Примеры таких компиляторов:
- Jikes[англ.] — компилирует код на Java в Java-байт-код (разработан IBM, написан на C++),
- Espresso — компилирует код на Java в Java-байт-код (для версии Java 1.0),
- GCJ (GNU Compiler for Java) — компилирует код на Java в Java-байт-код, также способен компилировать в нативный машинный код, является частью GNU Compiler Collection.

Для некоторых проектов существуют компиляторы, позволяющие генерировать байт-код для JVM из исходного кода на другом языке программирования, среди таких проектов:
- ColdFusion,
- JRuby и Jython (для Ruby и Python соответственно),
- Groovy (скриптовый язык, основанный на Java),
- Scala,
- Kotlin,
- JGNAT и AppletMagic,
- компиляторы с языка Си в Java-байт-код,
- Clojure,
- MIDletPascal,
- JavaFX Script.

Большинство существующих инструкций JVM имеет статическую типизацию: сигнатуры методов в местах их вызова проверяются во время компиляции, но механизм переноса этой проверки на время выполнения отсутствует. Тем не менее, для JVM реализован ряд языков с динамической типизацией.